# عبد الماجد دريبادي
مولانا عبد الماجد دريبادي (أو عبد المجيد دريبادي ) (بالإنجليزية : Maulana Abdul Majid Daryabadi) (16 مارس 1892 - 6 يناير 1977) ، كاتب هندي مسلم ومفسر للقرآن الكريم، ومساهم في تعليق شامل موسع للقرآن باللغة الإنجليزية.
كتب داريابادي أيضًا تفسيرًا مستقلًا باللغة الأردية نُشر باسم تفسير مجيدي (أكاديمية البحوث والمنشورات الإسلامية ،لكناو).  كما قام بتأليف كتاب حكيم الأمة عام 1950.
كما قام بتأليف سيرة ذاتية بعنوان مذكرات محمد علي الزاتي عام 1943. تأثر بشدة بأشرف علي ثانوي وحسين أحمد المدني.
كان داريابادي مرتبطا بنشاط مع حركة الخلافة ، الجمعية الملكية الآسيوية بلندن ؛ جامعة عليكرة الإسلامية بعليكرة ندوة العلماء في لكناو ؛ أكاديمية شبلي النعماني بـ أعظم كره ، والعديد من المنظمات الإسلامية والأدبية الرائدة الأخرى.